# Mercè Llopart
Mercè Llopart i Miguel (Barcelona, 27 de febrer de 1894 - Milà, 2 de setembre de 1970) fou una soprano i mestra de cant catalana.

## Biografia
Fou filla de Francesc Llopart i Sunyer, natural de Sant Andreu del Palomar, i de Josepa Miquel i Gabarró, natural de Barcelona.
L'agost de 1908 va participar en un concert d'alumnes al local Salut Sport-Club, organitzat pels professors Pere Astort i Llorenç Parès. Aquest segon era el mestre de cant de Mercè. Va debutar en escenaris operístics el 26 de febrer de 1911 interpretant La sonnambula de Vincenzo Bellini al Teatre Euterpe de Mataró. El juliol de 1911 va interpretar Il barbiere di Siviglia de Gioachino Rossini al Teatre del Prat Català i, al mateix teatre, La sonnambula de Bellini.
Debutà al Liceu de Barcelona el 27 de novembre de 1912 interpretant la Gilda de Rigoletto de Giuseppe Verdi, cantant en aquella temporada també la Nedda de Pagliacci de Ruggero Leoncavallo. Després d'una absència de cinc anys, durant la qual va tenir fortuna en les seves aventures artístiques per Itàlia i Amèrica, torna al Liceu per cantar La traviata.
Toscanini la feu debutar al Teatro alla Scala, de Milà, amb Die Walküre el 1924. El 1927 hi estrenà també òperes com Sly, de Wolf-Ferrari al costat del tenor Aureliano Pertile. Actuà a molts teatres d'Europa. El 1928 cantà Der Rosenkavalier (rol de la Mariscala) sota la batuta de Richard Strauss, amb Conxita Supervia com a Octavian. Estrenà La campana sommersa, de Respighi, el 1929, i el 1933 cantà Elsa (Lohengrin), a l'Arena de Verona.
Retirada el 1945, s'establí a Milà com a professora de cant, on va tenir com a deixebles destacats cantants com ara Bernabé Martí, Elena Souliotis, Fiorenza Cossotto, Renata Scotto, Alfredo Kraus, Enriqueta Tarrés o Ana María Olaria.
Es va casar l'any 1930 al Monestir de Montserrat amb l'italià Mario Travaini.